# Norman L. Bowen
Norman Levi Bowen FRS sinh tại Kingston, Ontario, Canada ngày 21 tháng 6 năm 1887; mất ngày 11 tháng 9 năm 1956. Bowen nổ tiếng với những thí nghiệm thạch học mang tính cách mạng về kết tinh của khoáng vật, với sự khác biệt của các khoáng vật do sự kết tinh ở các nhiệt độ và áp suất khác nhau, hay chuỗi phản ứng Bowen